# Thomas H. Werdel
Thomas Harold Werdel (ur. 13 września 1905 w Emery, zm. 30 września 1966 w Bakersfield) – amerykański polityk, członek Partii Republikańskiej.

## Działalność polityczna
Od 1943 do 1945 zasiadał w Zgromadzeniu Stanowym Kalifornii. W okresie od 3 stycznia 1949 do 3 stycznia 1953 przez dwie kadencje był przedstawicielem 10. okręgu wyborczego w Kalifornii w Izbie Reprezentantów Stanów Zjednoczonych.